# Clematis brachystemon
Clematis brachystemon är en ranunkelväxtart som beskrevs av Gunn och Wen Tsai Wang. Clematis brachystemon ingår i släktet klematisar, och familjen ranunkelväxter. Inga underarter finns listade i Catalogue of Life.